# Alois Kothgasser
Alois Kothgasser SDB (Sankt Stefan im Rosental, Estiria, 29 de mayo de 1937-Salzburgo, 22 de febrero de 2024) fue un obispo católico austriaco, arzobispo de Salzburgo y primado de Alemania. Perteneció al Grupo de San Galo.

## Biografía
Tras completar sus estudios elementales en el Don Bosco Gymnasium Unterwaltersdorf de los Salesianos en Baja Austria, ingresó en la orden salesiana en 1955. Después de tres años como educador en Ebreichsdorf y Klagenfurt, estudió Teología en Turín, en el Ateneo Pontificio Salesiano, sede de la Facultad de Teología de la orden (1940-1965).
El 9 de febrero de 1964 Kothgasser fue ordenado sacerdote en Turín. Obtuvo el doctorado en la Universidad Pontificia Salesiana de Roma con una tesis sobre el Concilio Vaticano II, titulada  “El desarrollo del dogma y la función del Espíritu paráclito según las declaraciones del Concilio Vaticano II”. Comenzó su actividad docente como profesor de Teología dogmática —centrado en la Antropología teológica— y de Historia de la teología en Roma (1968-1978), para proseguir como profesor asociado en la Universidad Pontificia Salesiana (1978-1980), donde también fue director del Instituto de Espiritualidad Salesiana. Posteriormente fue profesor invitado de Teología dogmática en la abadía de Benediktbeuern, y titular (1982-1997), y rector en dos periodos (1982-1988 y 1994-1997).

## Obispo de Innsbruck - Arzobispo de Salzburgo
El 10 de octubre de 1997 fue nombrado tercer obispo de Innsbruck sucediendo a Reinhold Stecher; el 23 de noviembre de 1997 fue ordenado obispo por su predecesor. Los co-consagradores fueron el obispo de Graz-Seckau, Johann Weber, y el obispo de Bolzano-Brixen, Wilhelm Egger.
El 23 de noviembre de 2002, Alois Kothgasser fue elegido sucesor de Georg Eder como nuevo arzobispo de Salzburgo. Asumió su cargo el 10 de enero de 2003. Alois Kothgasser fue el 90.º obispo de Salzburgo, el 89.º sucesor de San Ruperto y el 78.º arzobispo y metropolitano de la provincia eclesiástica de Salzburgo, que incluye las diócesis de Gurk, Graz-Seckau e Innsbruck y Feldkirch. También ostentaba los títulos honoríficos de legado permanente del Papa —Legatus natus y Primado Germaniae—, como han llevado todos los arzobispos de Salzburgo desde 1648. Fue entronizado el 19 de enero de 2003.
El Gran Maestre de la Orden del Santo Sepulcro de Jerusalén, John Patrick Foley, lo nombró gran prior de la Orden en Austria.
El 18 de abril de 2012, Alois Kothgasser anunció que dimitía por motivos de edad y que no solicitaba una prórroga de su episcopado. Su renuncia fue aceptada por el Papa Francisco el 4 de noviembre de 2013.
Alois Kothgasser murió el 22 de febrero de 2024 en Salzburgo a la edad de 86 años.